# Misje dyplomatyczne Kiribati

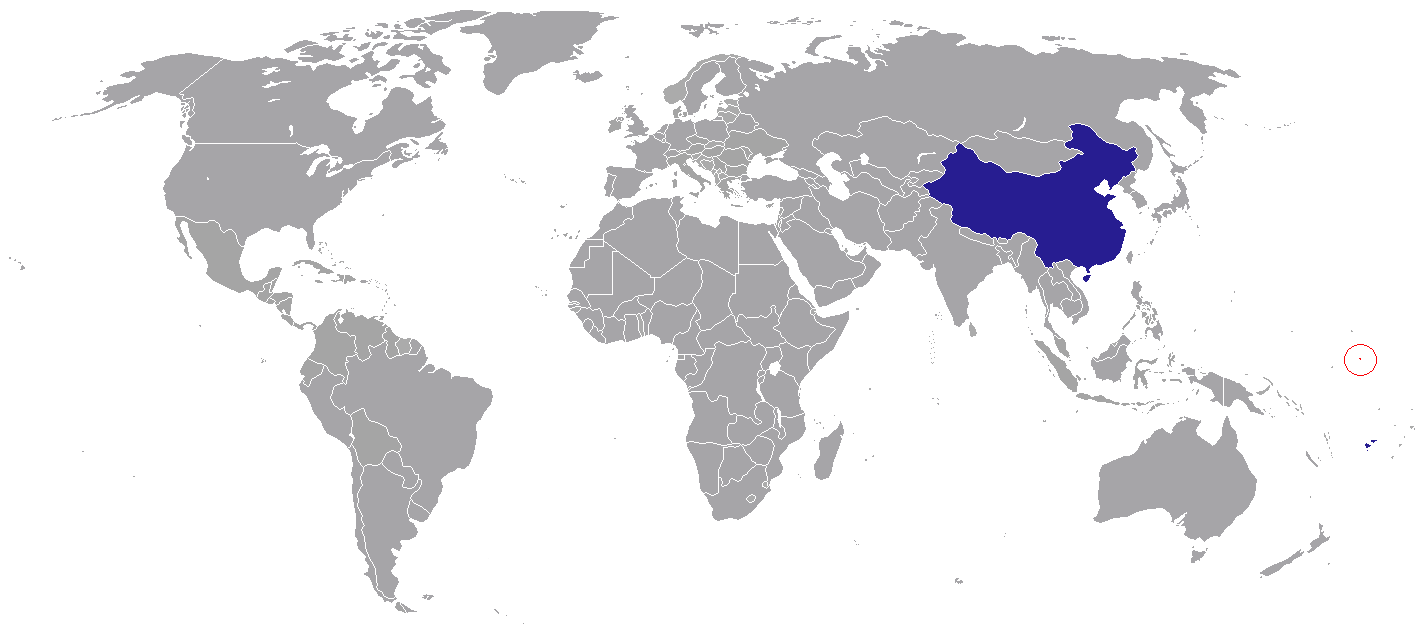
Kraje, w których Republika Kiribati ma swoje przedstawicielstwa dyplomatyczne

Misje dyplomatyczne Kiribati – przedstawicielstwa dyplomatyczne Republiki Kiribati przy innych państwach i organizacjach międzynarodowych. Poniższa lista zawiera wykaz obecnych (2021) ambasad i wysokich komisji (brak konsulatów zawodowych). Nie uwzględniono konsulatów honorowych.
W 2019 prezydent Taneti Maamau wycofał uznanie Tajwanu w uznaniu Chińskiej Republiki Ludowej, w rezultacie zamknął ambasadę Kiribati w Tajpej. 

## Ameryka Północna, Środkowa i Karaiby
- Stany Zjednoczone
  - Nowy Jork (Ambasada)

## Azja
- Chińska Republika Ludowa
  - Pekin (Ambasada)

## Australia i Oceania
- Fidżi
  - Suva (Wysoka komisja)

## Dawne misje dyplomatyczne
Tajpej (Ambasada)

## Organizacje międzynarodowe
- Nowy Jork - Stałe Przedstawicielstwo przy Organizacji Narodów Zjednoczonych[a]